# Butterfly Dance
Pour les articles homonymes, voir Butterfly.
Pour plus de détails, voir Fiche technique et Distribution.
Butterfly Dance est un film américain, réalisé par William Kennedy Laurie Dickson, sorti en 1894, puis en 1895, avec Annabelle Moore,,. 
Ce film d'une cinquantaine de secondes — dont il n'en reste que 15 —, a été tourné deux fois, une première en 1894, une seconde en 1895. Ce remake a été rendu nécessaire par le succès du film dont les copies étaient tirées directement d'après le négatif original que de telles manipulations dégradaient rapidement. Tout comme Serpentine Dance, il a fait l'objet d'une colorisation aux encres à l'aniline, ce qui explique sans doute le succès qu'il a rencontré auprès du public.
Il s'agit d'une des nombreuses prestations que la danseuse a exécutées sur le plateau du Black Maria, le premier studio de cinéma, créé en 1893 par Thomas Edison. L'une d'elles s'intitule : Serpentine Dance, où Annabelle ne porte pas sur la tête les antennes qu'elle a coiffées pour cette Danse du papillon.

## Synopsis
La danseuse Annabelle, vêtue de voilages légers, coiffée d'antennes fantaisistes, reprend le type de danse qu’avait popularisé Loïe Fuller trois ans auparavant, et qui privilégie les mouvements amples des bras, entraînant les voilages qui tournoient et se gonflent d’air.
|  |

## Fiche technique
- Titre original : Annabelle Butterfly Dance
- Autres titres : A dance by Annabelle ou Skirt Dance by Annabelle
- Production : Edison Manufacturing Company
- Réalisation : William Kennedy Laurie Dickson
- Format : 35 mm noir et blanc - 1.36:1 - muet
- Couleur : colorié à la main aux encres à l’aniline
- Colorisation au pinceau : Antonia Dickson (son épouse) ou l'épouse d'Edmond Kuhn (qui remplace Dickson après son départ en 1894[6])
- Durée : 50 s
- Genre : film de danse
- Date de sortie : septembre 1894. (Le "C" à droite de la danseuse désigne la Continental Commerce Company, société que fondent Edison et des partenaires pour commercialiser ses films en Europe et en Asie)

## Distribution
- Annabelle Whitford, dite Annabelle, ou Annabelle Moore